# Shochiku
Shochiku Company, Limited (松竹株式会社, Shōchiku Kabushiki gaisha) é uma empresa japonesa de produção e distribuição de filmes e kabuki fundada em 1985 pelos irmãos gêmeos Shirai Matsujiro e Otani Takejiro. A empresa é conhecida por ter produzido o primeiro filme colorido do Japão. Também produz e distribui filmes de anime, em particular os produzidos pela Sunrise (que tem uma parceria de longa data – a empresa lançou a maioria, se não todos, os filmes de anime produzidos pela Sunrise). Seus diretores mais lembrados incluem Yasujirō Ozu, Kenji Mizoguchi, Mikio Naruse, Keisuke Kinoshita e Yoji Yamada. Também produziu filmes de diretores independentes e "solitários" altamente conceituados, como Takashi Miike, Takeshi Kitano, Akira Kurosawa, Masaki Kobayashi e o diretor de Taiwan New Wave, Hou Hsiao-Hsien.
Shochiku é um dos quatro membros da Motion Picture Producers Association of Japan (MPPAJ) e o mais antigo dos estúdios de cinema "Big Four" do Japão.